# Alex Plante
Alex Plante (né le 9 mai 1989 à Brandon, dans la province du Manitoba au Canada) est un joueur professionnel canadien de hockey sur glace naturalisé sud-coréen,. Il évolue au poste de défenseur.

## Carrière de joueur
Après deux saisons complètes avec les Hitmen de Calgary de la Ligue de hockey de l'Ouest, il est repêché par les Oilers d'Edmonton au 15e rang lors du premier tour du repêchage de la Ligue nationale de hockey de 2007. La saison suivante, il manque une bonne partie de la saison ne jouant que 36 parties. En 2008-2009, il revient en force pour terminer son stage junior. Il signe un premier contrat avec les Oilers au terme de cette saison.
Avec les Oilers, il ne joue que dix matchs sur trois saisons et joue majoritairement dans la Ligue américaine de hockey avec le club-école de l'équipe, les Falcons de Springfield puis les Barons d'Oklahoma City.
Il ne parvient pas à se faire une place au sein des Oilers et décide de partir en Europe après avoir signé pour le Dornbirner EC au championnat d'Autriche. Il fait par la suite des séjours en Norvège avec le Lørenskog IK et en Corée du Sud avec le Anyang Halla.
En avril 2017, il obtient la citoyenneté sud-coréenne, ce qui lui permet de jouer avec l'équipe nationale de Corée du Sud. Lors de la division IA du championnat du monde, il aide l'équipe sud-coréenne à se qualifier en division élite pour le prochain championnat après avoir terminé en deuxième place du tournoi derrière l'Autriche.

## Statistiques de carrière

### En club
| Saison     | Équipe                 | Ligue       |    | Saison régulière | Saison régulière | Saison régulière | Saison régulière | Saison régulière |   | Séries éliminatoires | Séries éliminatoires | Séries éliminatoires | Séries éliminatoires | Séries éliminatoires |
| Saison     | Équipe                 | Ligue       | PJ | B                | A                | Pts              | Pun              | PJ               | B | A                    | Pts                  | Pun                  |                      |                      |
| 2004-2005  | Hitmen de Calgary      | LHOu        | 8  | 0                | 0                | 0                | 6                | 11               | 0 | 0                    | 0                    | 17                   |                      |                      |
| 2005-2006  | Hitmen de Calgary      | LHOu        | 54 | 1                | 3                | 4                | 72               | 13               | 0 | 0                    | 0                    | 6                    |                      |                      |
| 2006-2007  | Hitmen de Calgary      | LHOu        | 58 | 8                | 30               | 38               | 81               | 13               | 5 | 6                    | 11                   | 14                   |                      |                      |
| 2007-2008  | Hitmen de Calgary      | LHOu        | 36 | 1                | 1                | 2                | 28               | 15               | 0 | 4                    | 4                    | 10                   |                      |                      |
| 2008-2009  | Hitmen de Calgary      | LHOu        | 68 | 8                | 37               | 45               | 157              | 18               | 6 | 9                    | 15                   | 41                   |                      |                      |
| 2009-2010  | Falcons de Springfield | LAH         | 49 | 2                | 7                | 9                | 122              | -                | - | -                    | -                    | -                    |                      |                      |
| 2009-2010  | Oilers d'Edmonton      | LNH         | 4  | 0                | 1                | 1                | 2                | -                | - | -                    | -                    | -                    |                      |                      |
| 2010-2011  | Barons d'Oklahoma City | LAH         | 73 | 2                | 15               | 17               | 138              | 5                | 0 | 0                    | 0                    | 12                   |                      |                      |
| 2010-2011  | Oilers d'Edmonton      | LNH         | 3  | 0                | 0                | 0                | 11               | -                | - | -                    | -                    | -                    |                      |                      |
| 2011-2012  | Barons d'Oklahoma City | LAH         | 41 | 1                | 13               | 14               | 84               | 14               | 0 | 1                    | 1                    | 26                   |                      |                      |
| 2011-2012  | Oilers d'Edmonton      | LNH         | 3  | 0                | 1                | 1                | 2                | -                | - | -                    | -                    | -                    |                      |                      |
| 2012-2013  | Barons d'Oklahoma City | LAH         | 49 | 1                | 2                | 3                | 114              | 2                | 0 | 0                    | 0                    | 2                    |                      |                      |
| 2013-2014  | Dornbirner EC          | EBEL        | 54 | 3                | 10               | 13               | 81               | 6                | 0 | 1                    | 1                    | 11                   |                      |                      |
| 2014-2015  | Lørenskog IK           | GET-ligaen  | 43 | 6                | 9                | 15               | 189              | 5                | 0 | 0                    | 0                    | 4                    |                      |                      |
| 2015-2016  | Anyang Halla           | Asia League | 48 | 6                | 18               | 24               | 56               | 8                | 0 | 1                    | 1                    | 0                    |                      |                      |
| 2016-2017  | Anyang Halla           | Asia League | 48 | 12               | 12               | 24               | 52               | 6                | 0 | 1                    | 1                    | 2                    |                      |                      |
| 2017-2018  | Anyang Halla           | Asia League | 24 | 2                | 6                | 8                | 49               | 8                | 1 | 4                    | 5                    | 4                    |                      |                      |
| 2018-2019  | Anyang Halla           | Asia League | 33 | 1                | 4                | 5                | 62               | 4                | 0 | 1                    | 1                    | 4                    |                      |                      |
| 2019-2020  | Anyang Halla           | Asia League | 36 | 5                | 14               | 19               | 56               | 2                | 0 | 1                    | 1                    | 0                    |                      |                      |
| Totaux LNH | Totaux LNH             | Totaux LNH  | 10 | 0                | 2                | 2                | 15               | -                | - | -                    | -                    | -                    |                      |                      |

### En équipe nationale
| Année | Équipe       | Compétition              |   | PJ | B | A | Pts | Pun                        |  | Résultat |
| 2017  | Corée du Sud | Championnat du monde D1A | 5 | 2  | 1 | 3 | 4   | 2e place (promu en élite)  |  |          |
| 2018  | Corée du Sud | Jeux olympiques          | 4 | 0  | 0 | 0 | 2   | 12e place                  |  |          |
| 2018  | Corée du Sud | Championnat du monde     | 7 | 0  | 0 | 0 | 10  | 16e place (relégué en D1A) |  |          |

## Parenté dans le sport
Il est le fils de l'ancien joueur Cam Plante et le frère du joueur Tyler Plante.